# Derrynane National Historic Park

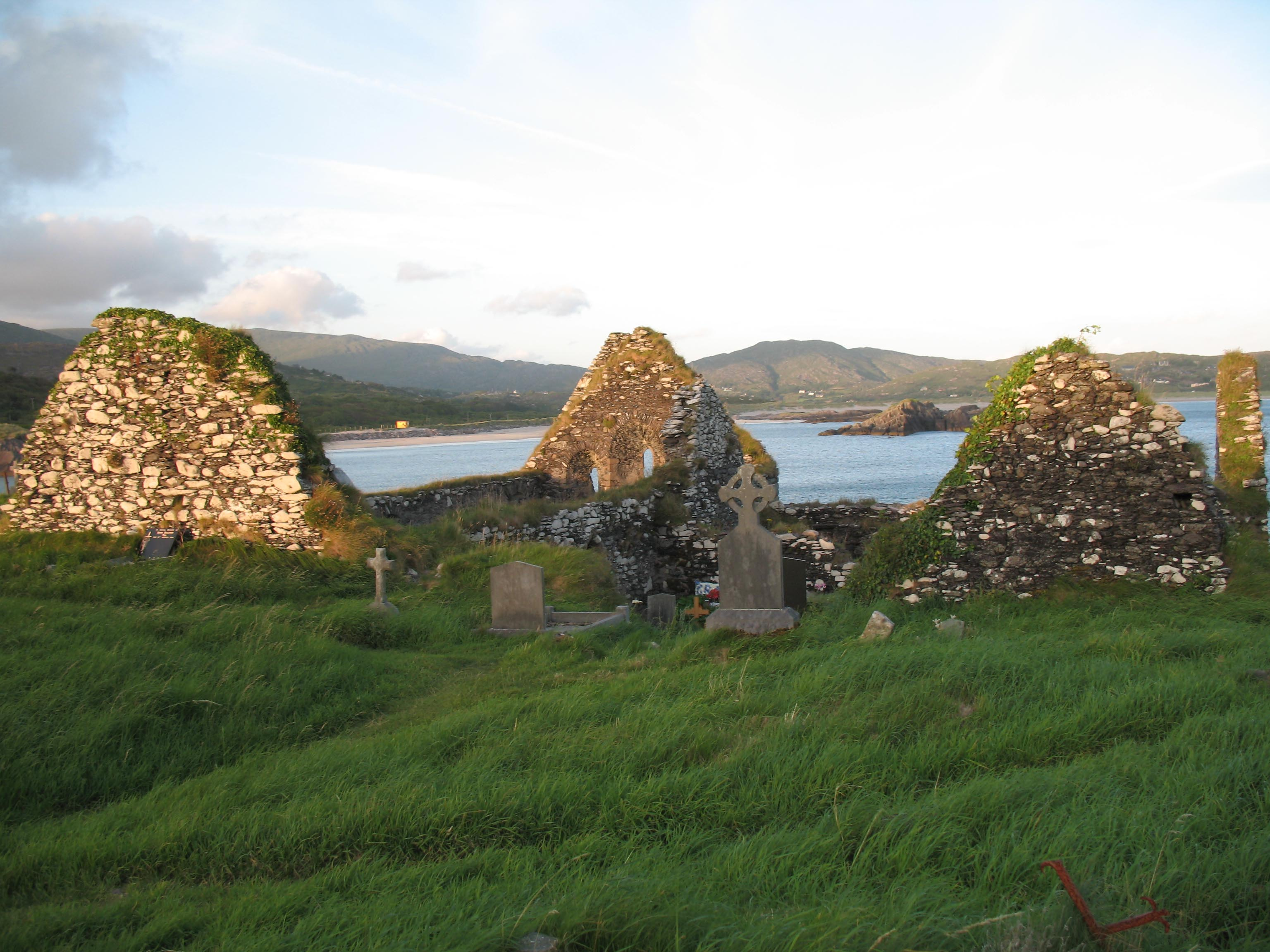
Ruine der Derrynane Abbey auf Abbey Island

Etwa 3,5 km westlich von Caherdaniel auf der Iveragh Peninsula erstreckt sich der Derrynane National Historic Park (irisch Páirc Stairiúil Náisiúnta Dhoire Fhíonáin) im County Kerry, in Irland. Naturpfade mit erklärenden Tafeln führen den Besucher durch die Dünen, die von einem langen sandigen Strand begrenzt werden. 

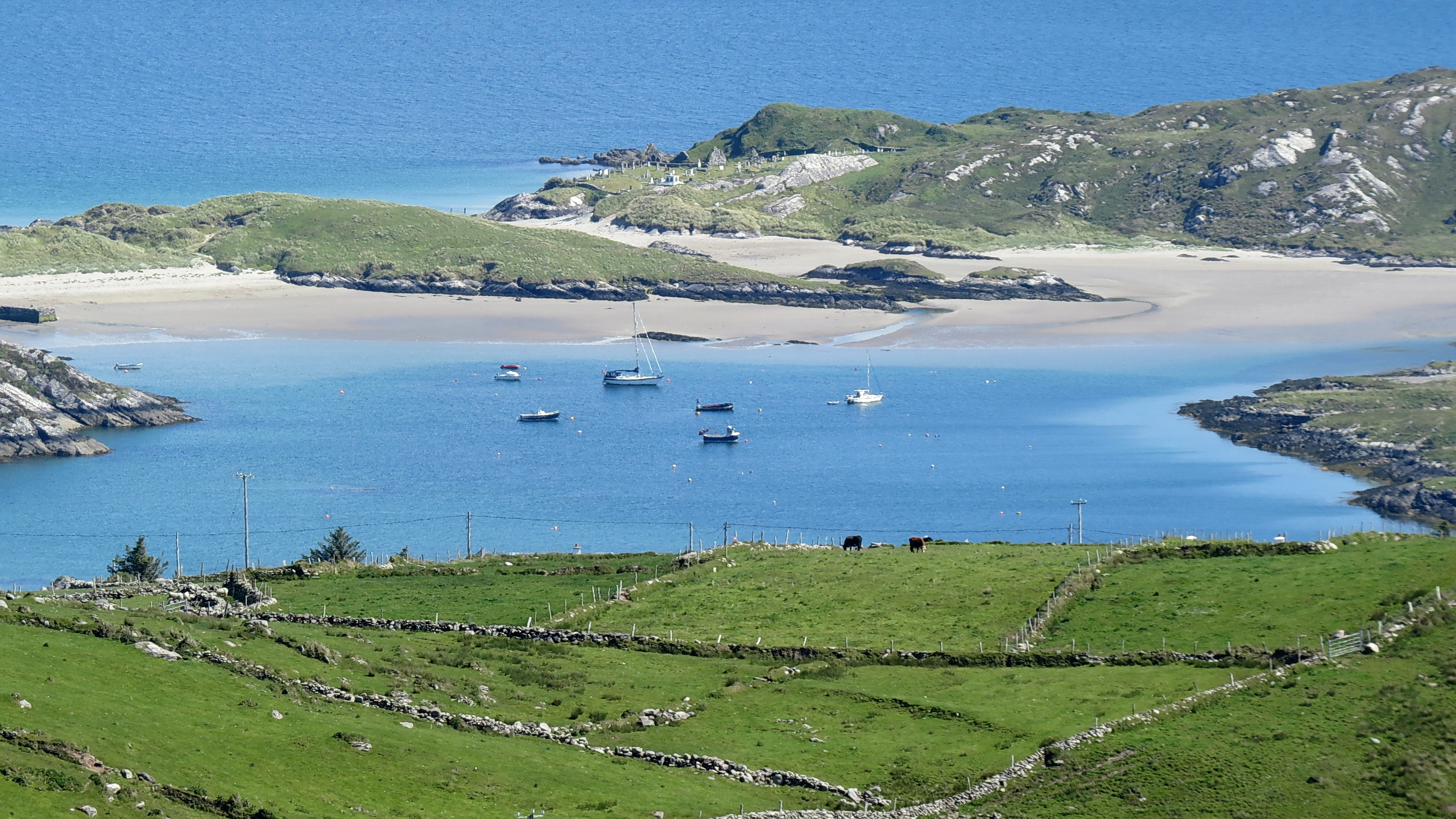
Der Übergang zu Abbey Island

Die  Gezeiteninseln Abbey- und Lambs Island und einige kleine küstennahe Inseln können bei Ebbe zu Fuß erreicht werden. Auf Abbey Island befindet sich die Klosterruine der Derrynane Abbey. Innerhalb des Parks befindet sich ein stattliches Wohnhaus, wo Daniel O’Connell (1775–1847) lebte, das Derrynane House (irisch Teach Dhoire Fhíonáin). Das Gebäude birgt jetzt sein Museum. Der Park liegt am wildromantischen Abschnitt des Ring of Kerry südlich von Waterville.